# Martini (Cocktail)

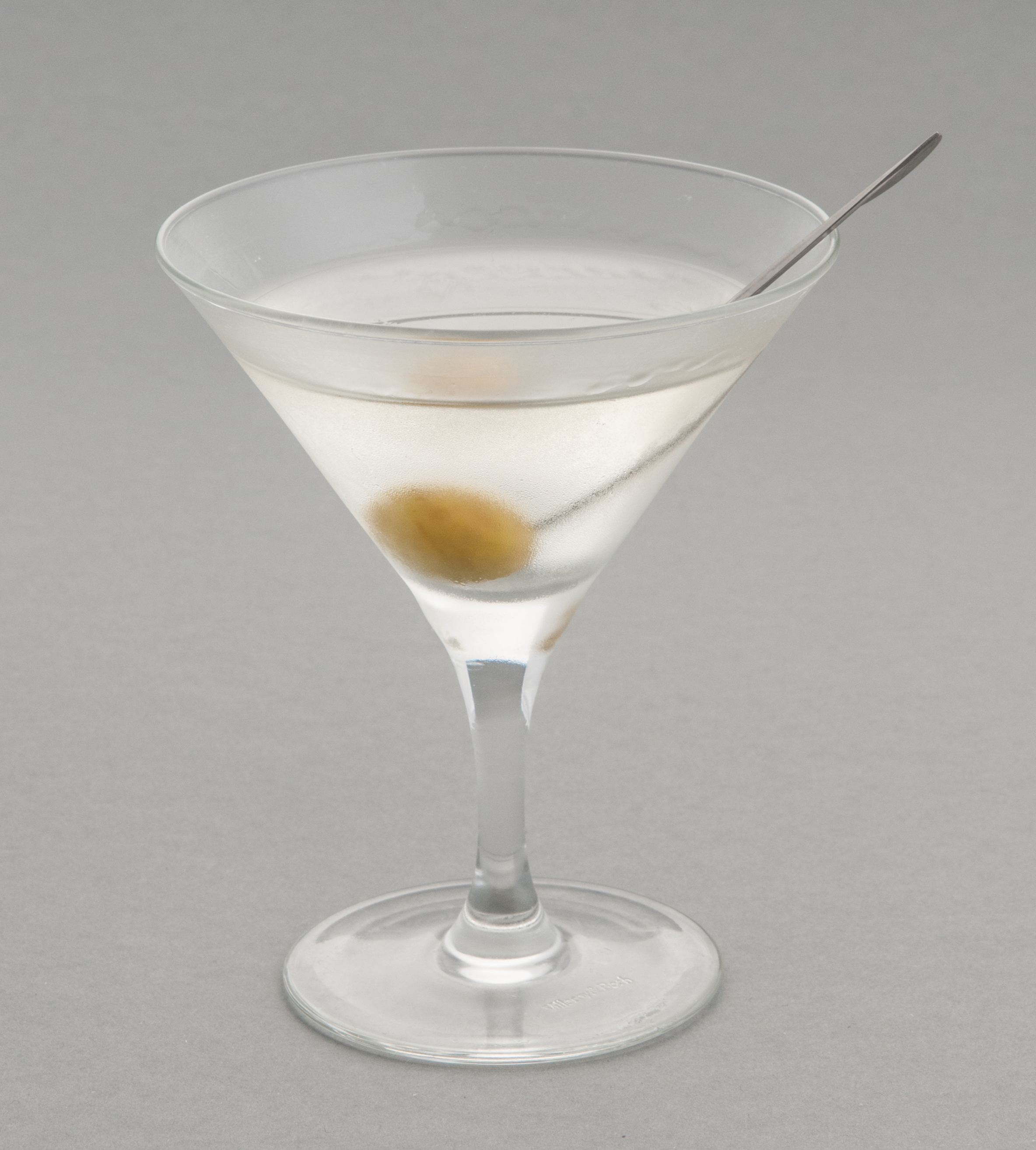
Dry-Martini-Cocktail mit Olive

Der Martini als Cocktail-Symbol

Der Martini ist ein klassischer Cocktail. Als trockener, herber und stark alkoholischer Shortdrink zählt er zu den Aperitifs und besteht in der Regel aus Gin und trockenem Wermut, seltener aus Wodka und Wermut (auch Wodkatini genannt). Der Cocktail ist nicht mit der gleichnamigen italienischen Wermut-Marke der Firma Martini & Rossi zu verwechseln.
Als einer der weltweit bekanntesten Cocktails steht der Martini, vor allem in der Variante als Dry-Martini-Cocktail im konisch geformten Martiniglas mit Olive, zugleich sinnbildlich als Symbol für Cocktails und Bars schlechthin. Diese Glasform ist seit den 1930er Jahren üblich und wird auch Cocktailspitz, Martinikelch oder englisch Y-shaped glass genannt.
Im weiteren Sinn werden teilweise auch andere Shortdrinks als „Martinis“ bezeichnet oder tragen die Endung -tini, da sie in einem Martiniglas serviert werden, obwohl sie mit dem klassischen Aperitif aus Gin und Wermut geschmacklich meist nichts zu tun haben. Beispiele sind der Appletini oder der Espresso Martini.

## Herkunft und Geschichte

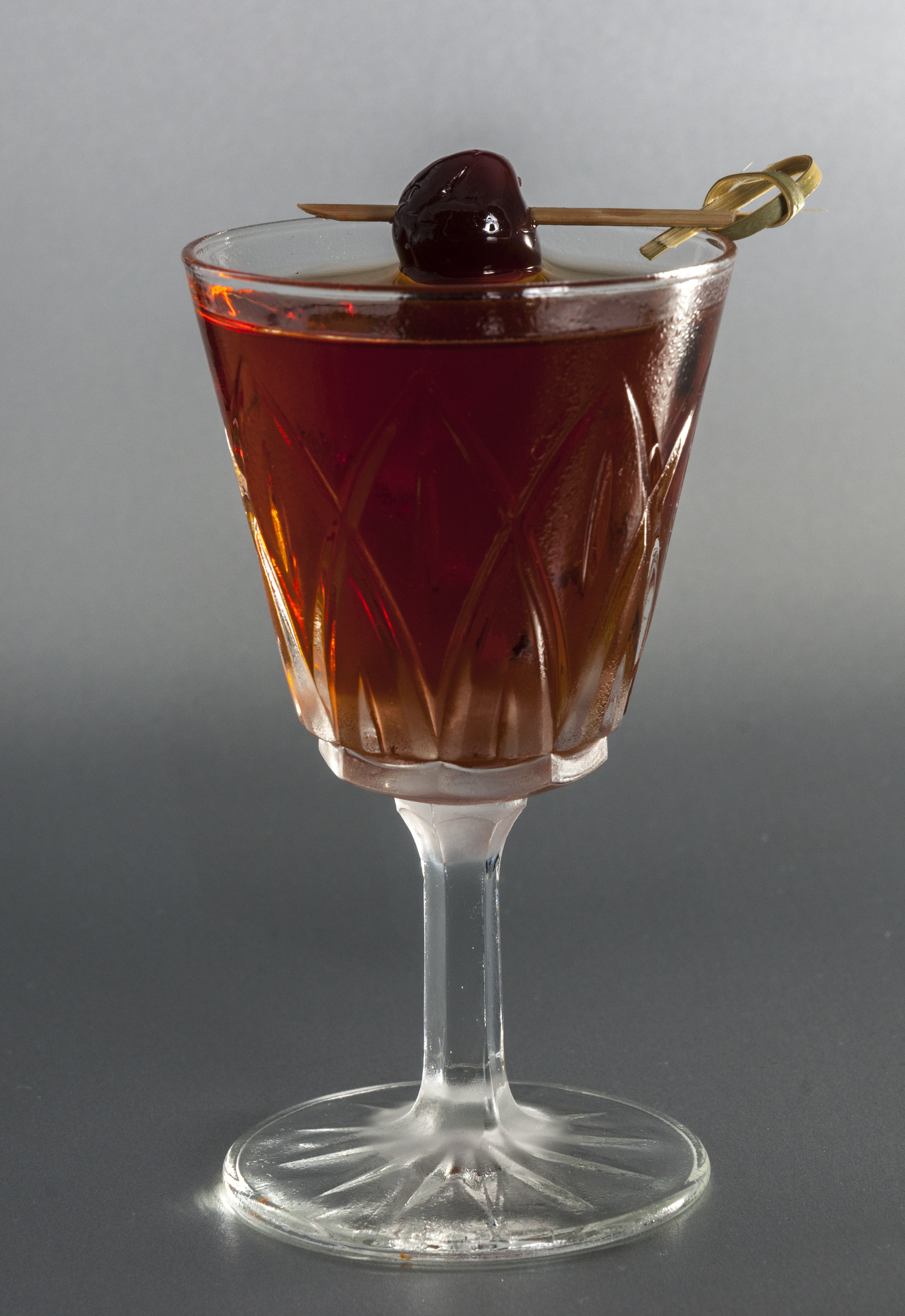
Ein Vorläufer des Martini: der Martinez

Die Ursprünge des Martini sind unbekannt und Gegenstand zahlreicher Legenden; eine Top Ten der angeblichen Martini-Erfinder haben Anistatia Miller und Jared Brown 1997 in ihrem Buch Shaken Not Stirred zusammengetragen. Seine Ursprünge werden in den Vereinigten Staaten vermutet. Wermutlieferungen nach Nordamerika sind bereits seit 1851 verbürgt, doch erst um 1880 setzten dort Barkeeper dem seinerzeit bekannten Gin-Cocktail Wermut zu.
Der Begriff „Cocktail“ hatte sich in der ersten Hälfte des 19. Jahrhunderts im angelsächsischen Sprachraum, ausgehend von der US-amerikanischen Ostküste, etabliert und beschrieb anfangs stark alkoholische Mischungen aus einer beliebigen Spirituose, Wasser und Zucker, die mit Cocktailbitters gewürzt wurden. Als Vorläufer und nahe „Verwandte“ des Martini-Cocktails gelten der Turf Club, der Marguerite, der Manhattan und schließlich der Martinez. Schriftlich erwähnt wird letzterer erstmals 1884 durch O. H. Byron. Oft wird die Erfindung des Martinez dem New Yorker Barkeeper „Professor“ Jerry Thomas zugeschrieben, allerdings wurde der Drink erst posthum in die 1887 erschienene überarbeitete Ausgabe seines Bartender’s Guide and Bon Vivant’s Companion aufgenommen. Neben süßem Old Tom Gin oder holländischem Genever und italienischem roten Wermut enthielt Thomas’ Martinez noch Maraschino und Boker’s Bitters. In der ersten Ausgabe seines Buchs von 1862 war der Drink noch nicht enthalten.
Die erste schriftliche Erwähnung eines Cocktails namens „Martini“ findet sich schließlich 1888 bei Harry Johnson:

„Martini Cocktail (Use large bar glass): 2 or 3 dashes of gum syrup (be careful in not using too much), 2 or 3 dashes of bitters […], 1 dash of curacao or absinthe, if required, ½ wine-glass of old Tom gin, ½ wine-glass of vermouth. Stir up well with a spoon, strain it into a fancy cocktail glass, put in a cherry or a medium-sized olive, if required, and squeeze a piece of lemon peel on top, and serve.“

„Martini Cocktail (im großen Barglas zubereiten): 2 oder 3 Spritzer Zuckersirup (mit Gummi Arabicum, Anm.) (vorsichtig dosieren), 2 oder 3 Spritzer Bitters, 1 Spritzer Curaçao oder Absinth, falls gewünscht, ½ Weinglas Old Tom Gin, ½ Weinglas Wermut. Gut verrühren und in eine Cocktailschale abseihen, Kirsche oder falls gewünscht eine mittelgroße Olive hinzufügen, mit Zitronenschale abspritzen, servieren.“

Johnsons Rezept verlangt leicht gesüßten Old Tom Gin; daneben war auch die Verwendung von Hollands Gin üblich, der dem heutigen Genever ähnelt und sich vom heute gängigen London Dry Gin stark unterscheidet. Gegen Ende des 19. Jahrhunderts wurden die Cocktails weniger süß: Dank verbesserter Destillationstechniken war es nicht mehr erforderlich, zu scharfe Spirituosen durch süßen Wermut oder Liköre wie Curaçao zu kaschieren. Schon 1895 erschien ein Martini-Rezept, das ohne Likör auskommt; dieser Martini Cocktail wurde mit Old Tom Gin und italienischem Wermut im Verhältnis 2:1 zubereitet. Hinzu kamen lediglich drei Spritzer Orangenbitter, dekoriert wurde mit Zitronenzeste und Cocktailkirsche. Später wurde zunehmend der leicht süßliche Old Tom Gin durch den modernen London Dry Gin und schließlich auch roter italienischer Wermut durch trockenen französischen Dry Vermouth ersetzt.
Der Begriff Dry Martini Cocktail erschien erstmals 1904 in einem französischen Barbuch. 1922 empfahl ein seinerzeit weit verbreitetes Barbuch bereits, Gin und Wermut im Verhältnis 2:1 zu mischen. Überhaupt wurden die bevorzugten Martinis über die Jahrzehnte immer „trockener“ insofern, als der Gin-Anteil stieg und der Wermut-Anteil sank. Der Verbreitung des Drinks in den Vereinigten Staaten kam auch entgegen, dass die einfache Basisspirituose Gin nach dem Ende der Prohibition sofort wieder in großen Mengen verfügbar war, während amerikanischer Whiskey eine längere Fassreifung erforderte. Seit den 1930er Jahren verbreiteten sich auch in Privathaushalten Cocktailshaker und weiteres Mixzubehör speziell für die Zubereitung von Martinis, auch die inzwischen ikonischen Martinigläser kamen auf.
Einen weiteren Wandel erlebte der Martini, als Wodka in den USA in den 1950er und 1960er Jahren im Zuge einer Werbekampagne der Firma Smirnoff populär wurde. Seither wird der Gin manchmal ganz oder teilweise durch Wodka ersetzt. In den 1950er bis in die 1980er Jahre war im geschäftlichen Umfeld in den Vereinigten Staaten ein so genannter Three martini lunch üblich, also Mittagessen, bei denen bereits tagsüber mehrere Martinis konsumiert wurden, die als Betriebsausgabe absetzbar waren. Three martini lunch ist zugleich Symbol für die Kultur der so genannten „Mad Men“ und auch als Metapher für unfaire Besteuerung und ungerechte Privilegien in der US-Politik präsent gewesen: 1961 setzte sich John F. Kennedy für eine Streichung solcher Abzüge ein. Jimmy Carter startete 1976 einen erneuten Vorstoß, ohne direkten Erfolg. Die steuerliche Abzugsfähigkeit wurde später reduziert auf 80 % in 1987 und auf 50 % im Jahr 1994. Letztlich kam der Three Martini Lunch in den frühen 1990er Jahren aus der Mode, als vodkabasierte Drinks wie der Cosmopolitan in Mode kamen und Gin nicht mehr so beliebt war und zudem die Preise für Cocktails sprunghaft anstiegen.
In den 1990er Jahren wurden in den USA und Europa zunehmend fruchtige und süße Drinks populär, die sich zwar „Martini“ nannten, mit dem Original aber außer dem Namen nur die Tatsache gemein hatten, dass sie in einem Martinikelch serviert wurden. Die alkoholische Basis dieser Frucht-Martinis ist meistens Wodka. In den Jahren um die Jahrtausendwende fand eine Rückbesinnung auf klassische und historische Rezepturen statt. So findet sich der Martinez inzwischen wieder auf zahlreichen Barkarten, und ein Martini wird oft wieder mit Cocktailbitters gemischt.

## Dry Martini
Die berühmteste Form des Getränks ist der Dry Martini (oder auch Martini Dry), der eine Entwicklung vom klassischen Rezept der 1880er Jahre genommen hat:
Um 1900 wurde der rote Vermouth durch trockenen ersetzt und zur Klarstellung bestellte man „Dry Martini“, wobei im Englischen Dry oder French Dry für weißen Vermouth französischer Machart steht, wie er von Noilly Prat, Dolin oder Lillet hergestellt wird. Und anstelle des Old Tom trat Gin nach Machart des London Dry Gin also ungesüßt und mit ein paar wenigen starken Botanicals.
Während der Prohibition 1920 bis 1933 improvisierte man ohnehin mit schlechten Spirituosen. Anschließend waren die zwei Herstellerländer Frankreich und Italien in den Zweiten Weltkrieg involviert und der Export an Vermouth ebbte ab. Damit entstand ein Hang, die Menge an Vermouth zu minimieren. Was in den 1930er Jahren begann, führte zu unterschiedlichen Mixturen mit einem Verhältnis von Gin zu Vermouth von 5:1 bis hin zu 15:1. Oder man umspülte lediglich das Glas, bevor man kalten Gin einfüllte. In den 1960er Jahren verzichtete man irgendwann auf Orangenbitter, was nur ein einziger Hersteller kontinuierlich produzierte: Fee Brothers.
Unter „Dry“ bündelte man also ganz unterschiedliche Vorstellungen. Als legitime Zubereitung eines vermouthlosen Dry Martini wurde spätestens der Perfect Ten definiert, wofür Tanqueray 2000 eigens einen limitierten Gin präsentierte: Tanqueray No. TEN, der inzwischen zum festen Portfolio gehört.
Der bis heute meist vorherrschenden Vorstellung zufolge besteht ein Dry Martini „aus London Dry Gin, so wenig Vermouth wie möglich und einer Olive oder Zitronenschale als Garnierung – sonst nichts.“ Die International Bartenders Association führt den Dry Martini in ihrer Rezeptliste in der Kategorie The Unforgettables (Die Unvergesslichen) mit der Zubereitung 6 Teile Gin, 1 Teil Wermut genannt.
Alle Zutaten werden in ein Rührglas mit Eiswürfeln gegeben, gut umgerührt und in eine gekühlte Martinischale abgeseiht. Öl aus einem Stück Zitronenschale auf den Drink spritzen oder mit einer Olive garnieren. In einer früheren Version der Rezeptur (bis etwa 2012) wurde der Martini Dry im Verhältnis 5,5:1,5 gemixt und zudem die Zubereitung mit Wodka – der Wodka Martini – als Variante genannt.
In den 2010er Jahren erlebte Gin eine Renaissance und es wurden mehr Macharten etabliert wie den New Western Gin (mit mehr floralen Botanicals, Pfeffer u. ä.) oder der Mediterrane Gin (mit herben Kräutern oder Oliven unter den Botanicals), die ebenfalls für Martini Dry verwendet werden. Auch Orangenbitter erlebte eine Rückkehr und wird im Martini zunehmend verwendet, zumindest in der anspruchsvolleren Mixologie.

## Zubereitung

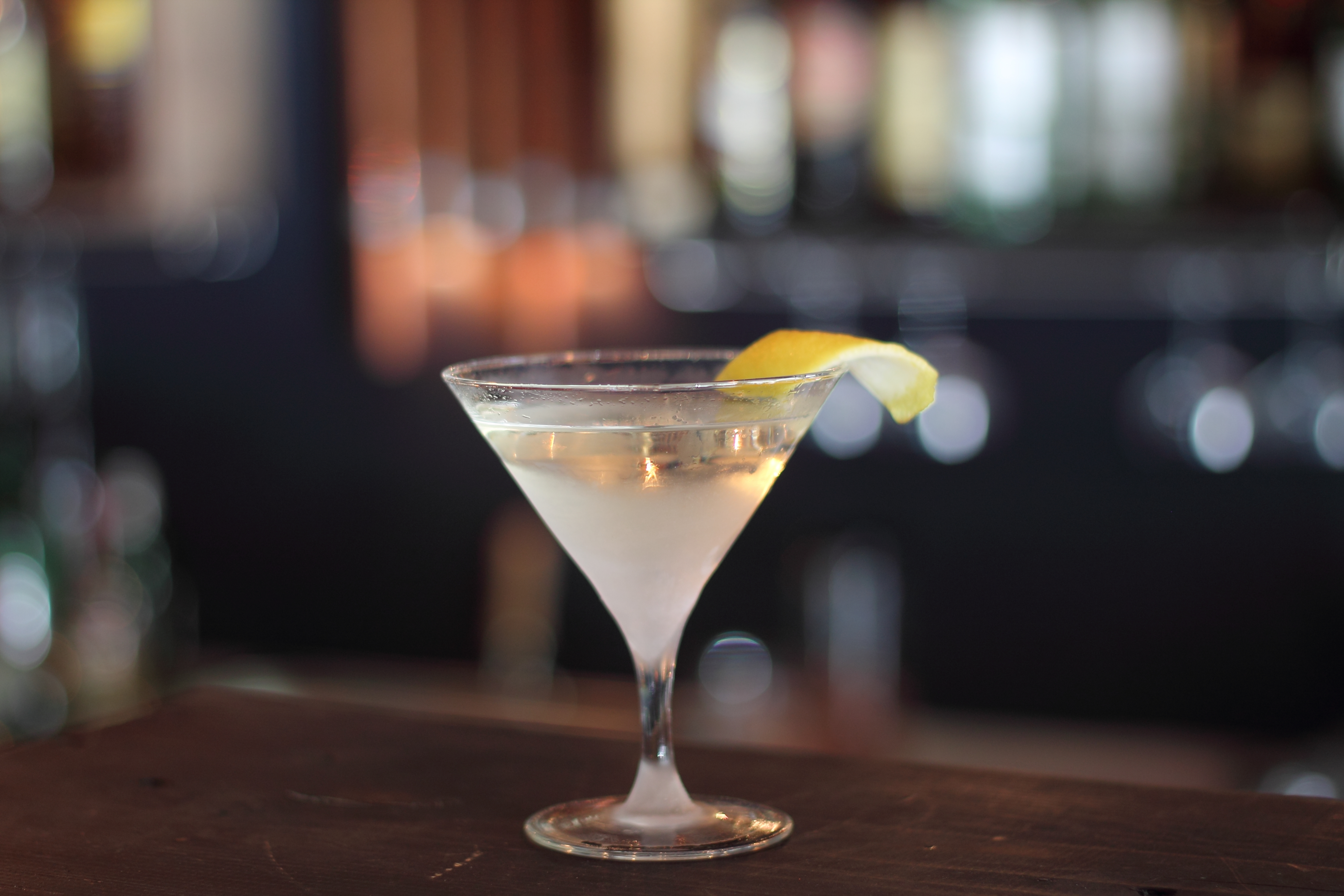
Dry Martini mit Zitronenzeste

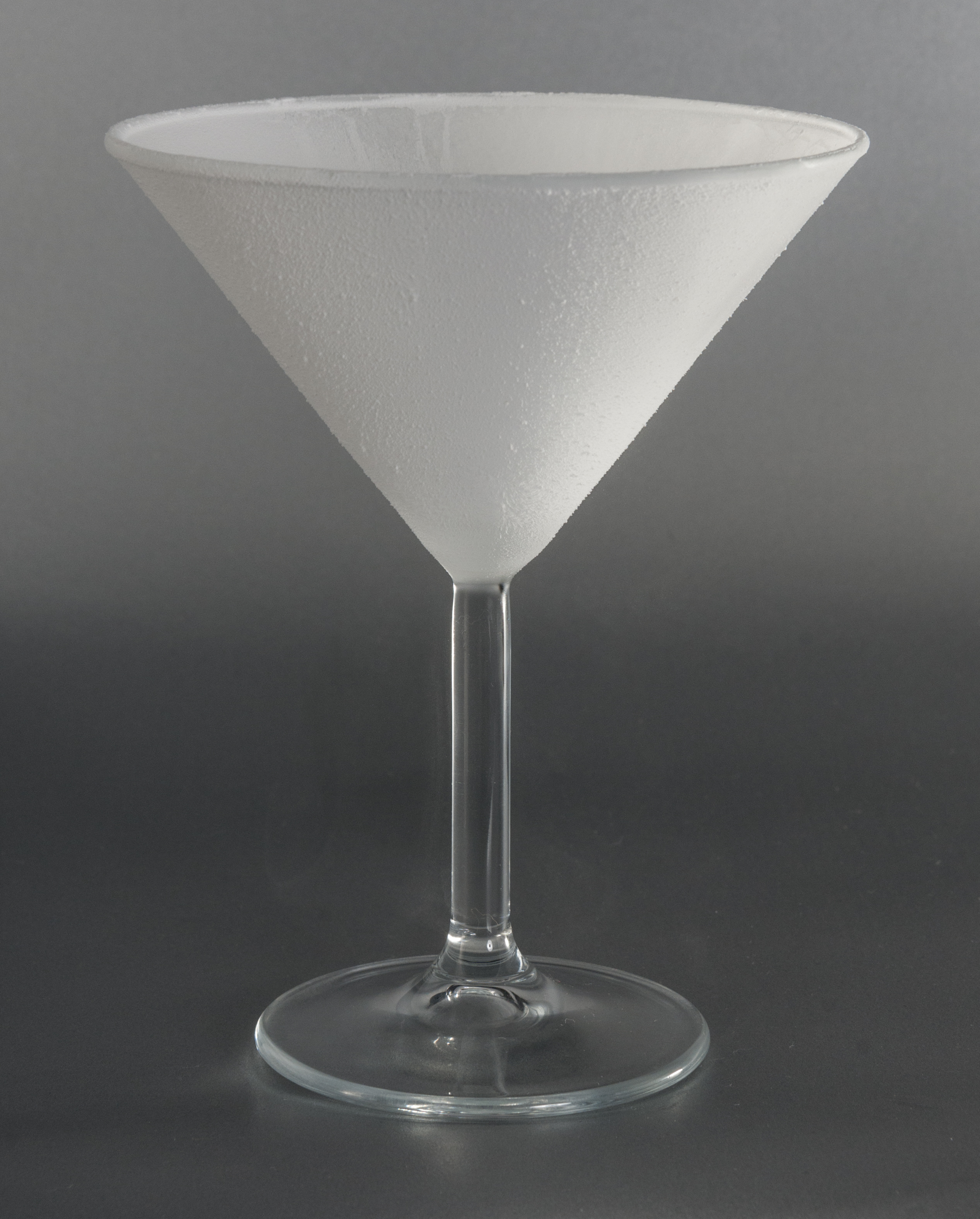
Gefrostetes Martiniglas (der Kelch wurde mit einem CO_{2}-Gläserfroster heruntergekühlt)

Zusammensetzung und Zubereitung eines Martini sind umstritten und werden, vorzugsweise begleitet vom Genuss desselben, leidenschaftlich diskutiert. „In einem sind sich […] alle einig: das wichtigste bei der Zubereitung und beim Servieren eines Martini ist Stil.“ Auch darüber, dass die wenigen Zutaten von bester Qualität sein sollten, herrscht Einigkeit.
Geschüttelt oder gerührt?
Klassisch wird ein Martini im Rührglas gerührt, da sich die Spirituosen leicht verbinden und der Drink im Glas klar bleibt. James Bond bevorzugt seine Martinis hingegen in einem Cocktail-Shaker geschüttelt. Dadurch wird der Drink zwar schneller kalt, ist aber im Glas zunächst milchig-trüb und klärt sich erst mit der Zeit, wenn die kleinen Luftbläschen aufsteigen. Um kleinste Eissplitter zurückzuhalten, kann beim Abseihen eines geschüttelten Martinis ein zusätzliches feines Sieb verwendet werden (fachsprachlich doppelt abseihen).
Eine naturwissenschaftliche Untersuchung der unterschiedlichen Mischungsmethoden fand im Labor mittels Luminol-Test statt: Geschüttelte Martinis haben eine stärker antioxidative Wirkung als gerührte. Dies bewirkt zwar vor allem der Wermut-Anteil, aber erst die Mischung mit Gin führt zu einem optimalen Ergebnis der maximalen antioxidativen Wirkung.
Da ein Martini stets „straight up“ serviert wird, das verwendete Eis also beim Abseihen im Mixgefäß zurückbleibt, werden die Cocktailgläser für gewöhnlich vorgekühlt (gefrostet). Seltener sind spezielle Martini Chiller, also Kelche ohne Stiel, die nach dem Servieren in einem zuvor mit Crushed Ice gefüllten Behälter ruhen. Zum Teil werden auch die Zutaten und die Mixutensilien vor der Zubereitung gekühlt. Aroma und Geschmack des Cocktails hängen nicht zuletzt von der Kälte ab. Wird sie nicht erreicht, kann ein Martini fad schmecken, was bei zu wenig oder zu warmem Eis oder zu kurzem Rühren oder Schütteln passiert. Zu wenig oder zu warmes Eis führt dazu, dass der Drink durch das Schmelzwasser stark verwässert. Umgekehrt ist ein gewisser Anteil von Schmelzwasser aber durchaus erwünscht und trägt zu einem runden Geschmacksbild bei.
Es gibt zwei klassische Martini-Garnituren. Oft wird eine in Lake eingelegte grüne Olive mit Stein verwendet, die an einem Cocktailspieß befestigt in den Drink gegeben wird. Es können auch mehrere Oliven verwendet und aufgespießt über den Glasrand gelegt werden, seltener werden sie separat serviert. Die zweite Möglichkeit ist die Garnitur mit einem Stück Zitronenschale, vor allem, wenn der verwendete Gin Zitrusnoten aufweist oder wenn beim Mixen zusätzlich Orangenbitter verwendet wurde. Dazu wird ein etwa daumengroßes Stück Schale mit einem Zestenreißer oder einem Sparschäler sehr dünn abgeschnitten. Bevor die Zeste am Glasrand oder im Drink landet, werden die Enden direkt über der Flüssigkeit gegeneinander verdreht, so dass die ätherischen Öle aus der Schale die Oberfläche des Cocktails benetzen, fachsprachlich wird der Drink „abgespritzt“ (Twist). Oft wird auch noch der Glasrand kurz mit der gelben Seite der Zeste abgerieben.

## Wermut-Anteil

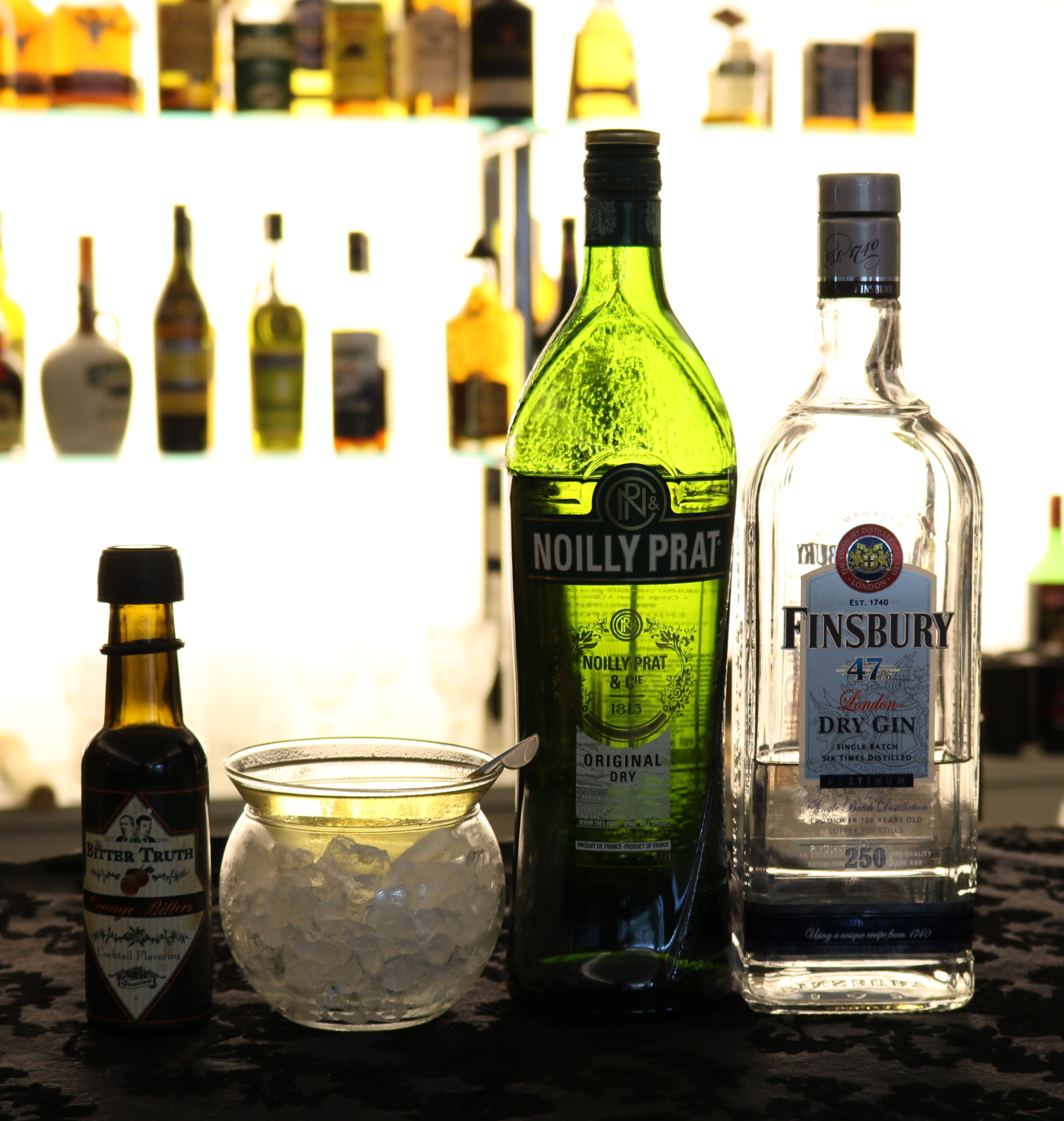
Dry Martini in einem Martini Chiller, daneben Orangenbitter, französischer Wermut und Gin

In der Fachliteratur wird der Dry Martini oft mit einem Mischungsverhältnis Gin zu Wermut von 5 cl : 1 cl oder 6:1 angegeben, oft ist von einem Dash (Spritzer) Wermut die Rede oder die Wermut-Menge bleibt offen.
Puristen verwenden hingegen nur einen Hauch Wermut, zum Beispiel ein mit Wermut lediglich benetztes eisgekühltes Glas. In der Frühzeit des Martinis variiert das Mischungsverhältnis zwischen 1:1 und 15:1, zum Teil haben besondere Mischungen eigene Namen. So habe Ernest Hemingway gern einen Martini mit 15 Teilen Gin und einem Teil Wermut bestellt und Montgomery genannt (nach dem englischen General, der, wie er sagte, den Feind nur bekämpfen würde, wenn er fünfzehn Soldaten gegen einen feindlichen aufzubieten hätte). Tatsächlich serviert Harry’s Bar heute den Montgomery mit 10:1.
Gelegentlich werden die Eiswürfel nur mit Wermut benetzt („parfümiert“): Man gibt etwas Wermut über das Rühreis und gießt diesen sogleich mit dem Schmelzwasser wieder ab, bevor der Gin hinzukommt. Dies wird im Film Colossus als „korrekte“ Zubereitung vorgeführt. Jenseits von Dry sind der Trockenheit keine Grenzen gesetzt. Manche fordern, nicht immer ganz ernstgemeint, „nur den Schatten einer Wermutflasche auf das Mixglas fallen zu lassen“ oder, beim „Eingießen eine Wermutflasche anzusehen und sich in Richtung Frankreich zu verbeugen“.
Die kritische Betrachtung zu diesem gern diskutierten Thema liefert David Embury in seinem systematischen Rezeptbuch:

„I have already referred to the Martini as the most perfect of aperitif cocktails. Unfortunately, however, the average Martini served either at home or over a bar is anything but perfect. This is due in part to poor-quality liquors and in part to the proportions used. The usual recipe book specifies one-third vermouth and two-thirds gin. In violent protest against this wishy-washy type of cocktail there have sprung up the vermouth rinse and vermouth spray. The first consists of rinsing the inside of the cocktail glass with vermouth, pouring it back in the bottle, and then filling the glass with iced gin. The second uses a special vermouth atomizer, although a perfume atomizer will do. The iced gin is poured into the cocktail glass and then given a light spray of vermouth. With good, imported gin, both are acceptable, but are they Martinis?“

„Ich habe den Martini bereits als den perfektesten Aperitif-Cocktail bezeichnet. Leider ist der durchschnittliche Martini, der entweder zu Hause oder in einer Bar serviert wird, alles andere als perfekt. Dies ist zum Teil auf minderwertige Spirituosen und zum Teil auf die Mengenverhältnisse zurückzuführen. Das übliche Rezeptbuch gibt ein Drittel Vermouth und zwei Drittel Gin an. Als gewaltsamen Protest gegen diese wishy-washy Art von Cocktail sind die Vermouth-Spülung und das Vermouth-Spray entstanden. Die erste besteht darin, die Innenseite des Cocktailglases mit Vermouth zu spülen, es wieder in die Flasche zu gießen und dann das Glas mit geeistem Gin zu füllen. Der zweite verwendet einen speziellen Wermut-Zerstäuber, obwohl ein Parfüm-Zerstäuber es auch tut. Der geeiste Gin wird in das Cocktailglas gegossen und dann mit einem leichten Spritzer Vermouth gegeben. Mit gutem, importiertem Gin sind beide akzeptabel, aber sind das Martinis?“

## Variationen und verwandte Rezepte
Neben dem Dry Martini gibt es noch Varianten mit anderen Wermut-Kombinationen:
- Sweet Martini oder Classic Martini mit Gin und süßem roten italienischen statt trockenem weißen französischen Wermut
- Perfect Martini mit Gin und gleichen Teilen süßen und trockenen Wermuts. In der englischen Fachsprache steht „perfect“ für eine 50/50 Mischung konkurrierender Spirituosen, so spricht man auch von Perfect Manhattan etc.
- Embury Martini, gemischt im Verhältnis 7:1 und Fee Brothers West Indies Orange Bitters, benannt nach David Embury[23]
- Montgommery Martini oder Monty[24], gemischt im Verhältnis 15:1, wird in Harry’s Bar noch serviert
- Perfect Ten, anstelle von Orangenbitters mit einem stark zitrusbetontem Gin wie Tanqueray No. TEN (tiefgekühlt), auf Eis gerührt (für etwas Verdünnung), Glas mit Noilly Prat spülen und eine Zitronen- oder Grapefruit-Zeste
- Chocolate Martini, Dry Martini nach präferiertem Verhältnis mit Trinidad Cocoa Bitters statt Orangenbitter, trockener herber Martini, nicht zu verwechseln mit der Zugabe von Schokolade oder einem entsprechenden Likör
- Black Martini, mit Averna statt Vermouth und Zitronenzeste, ergibt einen vielschichtigen Drink, der dem Classic Martini verwandt ist[25]

Durch prominente Martini-Liebhaber wie F. D. Roosevelt wurde der Dirty Martini berühmt, für den man in einen Dry Martini einen Schuss salzige Olivenlake gibt, die den Drink trübt. Zu den zahlreichen weiteren Varianten gehören:
- Gibson (mit Perlzwiebel statt Olive)
- Vodkatini oder Wodka Martini mit Wodka statt Gin
- Espresso Martini, Variante aus Kaffeelikör, Zuckersirup, Vodka und optional Espresso
- Smokey Martini mit einem Spritzer Single-Malt-Whisky
- Martini Rolls-Royce mit Bénédictine und Zitronenschale

## James Bond
Berühmtheit erlangte der Martini nicht zuletzt durch die Figur des James Bond. Sein bekannter Ausspruch „geschüttelt, nicht gerührt“ kommt schon im ersten Bond-Buch Casino Royale von 1953 vor, als Autor Ian Fleming seinen Romanhelden einen sehr ungewöhnlichen Martini bestellen lässt. Üblich waren damals Martinis aus Gin und französischem Wermut, die in einer Cocktailschale oder einem Cocktailspitz serviert wurden; über die Frage „geschüttelt oder gerührt“ herrschte keine Einigkeit. Bond hingegen bestellte Gin und Wodka in Kombination mit dem französischen Aperitif Lillet („drei Maß Gordon's, ein Maß Wodka und ein halbes Maß Kina Lillet“), der Drink sollte zudem geschüttelt, in einem Champagnerkelch serviert und mit einem Stück Zitronenschale garniert werden. Später taufte Bond diese Variante Vesper, nach seiner Gespielin Vesper Lynd. Das Rezept wird auch in der Verfilmung von 2006 zitiert.
Im ersten Bond-Film, James Bond – 007 jagt Dr. No von 1962, fällt der berühmte Satz zweimal; einmal spricht ihn ein Kellner, einmal Dr. No. In anderen Büchern und Filmen konsumiert James Bond zahllose weitere Martinis in verschiedenen Varianten, darunter bedingt durch Produktplatzierung von Wodkaherstellern sehr oft geschüttelte Wodka-Martinis. Auffällig ist, dass in den Filmen, neben Champagner, Wodka-Martinis vorherrschen, während Bond in den Büchern häufiger zu Scotch Whisky (oft als Scotch & Soda) oder Bourbon Whiskey greift.

## Anekdoten und Zitate
„I figured that was what you were saving that empty stomach for.“

„Der trockenste Martini ist eine Flasche guten Gins, die mal neben einer Wermutflasche gestanden hat.“

„Secco, molto secco e doppio! (ital.: Trocken, sehr trocken und einen doppelten!)“

„Wenn er angeben will, bestellt er einen 25 Jahre alten Macallan und wenn er beeindrucken will, einen Perfect Ten.“

Zur Frage, wie viele Martini-Cocktails man während einer Feier trinken sollte, wird oft das Zitat von Dorothy Parker aus den 1920er Jahren herangezogen:
“I like to have a martini,

two at the very most.

After three I’m under the table,

after four I’m under my host!”
Eine deutsche (nicht wörtlich übersetzte) Version von Annette Hahn lautet:
„Ich trinke gern Martinis,

doch sind zwei genug serviert.

denn nach dreien lieg ich unterm Tisch

nach vieren unterm Wirt.“